# 河南街道 (延吉市)
河南街道，是中华人民共和国吉林省延边朝鲜族自治州延吉市下辖的一个乡镇级行政单位。

## 行政区划
河南街道下辖以下地区：
碧水社区、白玉社区、白桦社区、晨光社区、春光社区、白梅社区、烟厂社区、白菊社区、白新社区、白川社区、白丰社区和白山社区。